# Bob Clotworthy
Robert Lynn Clotworthy, detto Bob (Newark, 8 maggio 1931 – Salt Lake City, 1º giugno 2018), è stato un tuffatore statunitense.

## Palmarès
Olimpiadi
- 2 medaglie:
  - 1 oro (trampolino 3 m a Melbourne 1956)
  - 1 bronzo (trampolino 3 m a Helsinki 1952).

Giochi panamericani
- 2 medaglie:
  - 1 argento (piattaforma 10 m a Città del Messico 1955)
  - 1 bronzo (trampolino 3 m a Città del Messico 1955).